# Petar A. Ćosić
Petar A. Ćosić (Gradina, Derventa, 31. kolovoza 1952.), hrvatski književnik.
Osnovnu školu pohađao u rodnom mjestu i Modranu, Medicinsku školu u Doboju. Studirao u Sarajevu na Višoj medicinskoj školi, te na Visokoj školi za organizaciju zdravstvene djelatnosti u Ljubljani, gdje je diplomirao 1983. Na Medicinskom fakultetu u Zagrebu diplomirao je javno zdravstvo i epidemiologiju (planiranje i upravljanje u zdravstvu), a 1987. promoviran je u magistra medicinskih znanosti. Dobitnik je Povelje općine Derventa, Povelje Saveza zdravstvenih radnika BiH i Povelje Medicinskog centra Derventa. Nagrađivan je nagradom za najbolju priču koju dodjeljuju sarajevske Male novine. Živi u Petrinji

## Djela
Svitanje u zavičaju (pjesme, 1970.), Posavska raskršća (pjesme, 1975.), Sjenka za nejaku pticu (pjesme, 1985.),  Sto godina zdravstva u Derventi (1986.), Razvoj i organizacija zdravstvene zaštite u Derventi s projekcijama do 2000. godine (1988.), Doktor vuk (bajka za djecu, 1989.), Zvjezdana ptica (bajka za djecu, 1991.), Doktor vuk (priče za djecu, 2002.), Priče šuma i vjetrova (priče i pjesme za djecu, 2023.)